# عادل التويجري
عادل عبد الله التويجري (6 أكتوبر 1981 - 8 مايو 2021)، إعلامي رياضي سعودي، صحفي وناقد ومحلل، مُختص بالجوانب القانونية والإحصائية.

## سيرته
عمل التويجري في مجال الإعلام الرياضي مدة 20 عامًا، وكان ناقداً رياضياً في برنامج "أكشن يا دوري"، ورئيساً للمركز الإعلامي لـ"رالي حائل"، وعضواً في مجلس إدارة نادي الهلال. 
وتقلد عددًا من المناصب الإدارية في النادي، منها مدير مركزه الإعلامي في 2009 في رئاسة الأمير عبد الرحمن بن مساعد. كان يعمل في البنك المركزي السعودي، وكتب في العديد من الصحف منها: صحيفة مكة، وصحيفة الشرق، وصحيفة الاقتصادية السعودية.

## وفاته
توفي عادل التويجري في يوم السبت 26 رمضان 1442 هـ الموافق 8 مايو 2021 م، في مستشفى سند بالرياض، عن عمر ناهز أربعين عامًا بسبب سكتة قلبية. علمًا بأنه كان يُعاني ألمًا في الصدر قبل وفاته.
وكان آخر ظهور إعلامي له يوم الجمعة السابق لوفاته، في برنامج "الدوري مع وليد"، حين علق على فوز الهلال أمام الشباب بنتيجة 5-1، في منافسات الجولة 26 من الدوري السعودي للمحترفين موسم 2020-2021. قبل أن يغرد تغريدته الأخيرة في تويتر وختمها بقوله: «كل عام والجميع بخير».